# Comuna Hmelove, Mala Vîska
Hmelove (în ucraineană Хмельове) este o comună în raionul Mala Vîska, regiunea Kirovohrad, Ucraina, formată din satele Hmelove (reședința), Lenino-Uleanovka, Novopavlivka și Zapașka.

## Demografie
Componența lingvistică a comunei Hmelove
     Ucraineană (97,4%)
     Rusă (2,3%)
     Alte limbi (0,27%)
Conform recensământului din 2001, majoritatea populației comunei Hmelove era vorbitoare de ucraineană (97,4%), existând în minoritate și vorbitori de rusă (2,3%).